# Медаль Волластона
Медаль Волластона (англ. Wollaston Medal) — высшее отличие Геологического общества Лондона, которым отмечают учёных, внесших наибольший вклад в развитие геологии.

## История
Награда вручается с 1831 года.
Медаль названа в честь английского учёного Уильяма Волластона (1766—1828), изготовляется ныне из открытого им палладия (авторы дизайна — Ф. Л. Чантри и У. Вайон).
Среди удостоенных — Чарльз Дарвин, Чарльз Лайелл и Уильям Смит.

## Лауреаты

### XIX век
- 1831 — Уильям Смит
- 1835 — Гидеон Мантелл
- 1836 — Жан Луи Агассис
- 1837 — Proby Thomas Cautley[англ.]
- 1837 — Хью Фальконер
- 1838 — Ричард Оуэн
- 1839 — Христиан Эренберг
- 1840 — Андре Дюмон
- 1841 — Адольф Броньяр
- 1842 — Христиан Леопольд фон Бух
- 1843 — Жан Батист Арман Луи Леонс Эли де Бомон
- 1843 — Арман Пьер Дюфренуа
- 1844 — William Daniel Conybeare[англ.]
- 1845 — Джон Филлипс
- 1846 — William Lonsdale[англ.]
- 1847 — Ами Буэ
- 1848 — Уильям Баклэнд
- 1849 — Джозеф Прествич
- 1850 — Вильям Хопкинс
- 1851 — Адам Седжвик
- 1852 — William Henry Fitton[англ.]
- 1853 — Аршиак, Адольф де Сен-Симон
- 1853 — Вернёй, Филипп Эдуард Пуллетье, де
- 1854 — Richard John Griffith[англ.]
- 1855 — Генри де ла Беш
- 1856 — Уильям Эдмонд Логан
- 1857 — Йоахим Барранд
- 1858 — Герман фон Майер
- 1859 — Чарльз Дарвин
- 1860 — Searles Valentine Wood[англ.]
- 1861 — Генрих Георг Бронн
- 1862 — Robert Alfred Cloyne Godwin-Austen[англ.]
- 1863 — Карл Густав Бишоф
- 1864 — Родерик Мурчисон
- 1865 — Thomas Davidson
- 1866 — Чарлз Лайель
- 1867 — George Julius Poulett Scrope[англ.]
- 1868 — Карл Фридрих Науман
- 1869 — Генри Клифтон Сорби
- 1870 — Gerard Paul Deshayes[англ.]
- 1871 — Andrew Crombie Ramsay[англ.]
- 1872 — Джеймс Дуайт Дана
- 1873 — Philip de Malpas Grey Egerton[англ.]
- 1874 — Освальд Хеер
- 1875 — Лоран-Гийом де Конинк
- 1876 — Томас Хаксли
- 1877 — Роберт Маллет
- 1878 — Thomas Wright
- 1879 — Бернгард Штудер
- 1880 — Габриэль Огюст Добрэ
- 1881 — Peter Martin Duncan[англ.]
- 1882 — Franz Ritter von Hauer[англ.]
- 1883 — Уильям Томас Бланфорд
- 1884 — Жан Альбер Годри
- 1885 — George Busk[англ.]
- 1886 — Деклуазо, Альфред-Луи-Оливье Легран
- 1887 — John Whitaker Hulke[англ.]
- 1888 — Henry Benedict Medlicott[англ.]
- 1889 — Thomas George Bonney[англ.]
- 1890 — Уильямсон Уильям Кроуфорд
- 1891 — John Wesley Judd[англ.]
- 1892 — Фердинанд фон Рихтгофен
- 1893 — Nevil Story Maskelyne[англ.]
- 1894 — Карл Циттель
- 1895 — Арчибальд Гейки
- 1896 — Эдуард Зюсс
- 1897 — Уилфред Хадлстон[англ.]
- 1898 — Фердинанд Циркель
- 1899 — Чарльз Лэпворт
- 1900 — Карл Гроув Гилберт

### XX век
- 1901 — Шарль-Эжен Барруа
- 1902 — Фёдор Богданович Шмидт
- 1903 — Карл Розенбуш
- 1904 — Альберт Гейм
- 1905 — Jethro Justinian Harris Teall[англ.]
- 1906 — Henry Bolingbroke Woodward[англ.]
- 1907 — William Johnson Sollas
- 1908 — Пауль Генрих фон Грот
- 1909 — Horace Bolingbroke Woodward[англ.]
- 1910 — Уильям Берриман Скотт
- 1911 — Вальдемар Кристофер Брёггер
- 1912 — Lazarus Fletcher[англ.]
- 1913 — Osmond Fisher[англ.]
- 1914 — John Edward Marr[англ.]
- 1915 — Эджуорт Дэвид
- 1916 — Александр Петрович Карпинский
- 1917 — Антуан Лакруа
- 1918 — Чарлз Дулиттл Уолкотт
- 1919 — Aubrey Strahan[англ.]
- 1920 — Герхард Якоб де Геер
- 1921 — Benjamin Neeve Peach[англ.]
- 1921 — John Horne[англ.]
- 1922 — Alfred Harker[англ.]
- 1923 — William Whitaker[англ.]
- 1924 — Артур Смит Вудвард
- 1925 — George William Lamplugh[англ.]
- 1926 — Генри Файфилд Осборн
- 1927 — William Whitehead Watts[англ.]
- 1928 — Дьюкинфилд Генри Скотт
- 1929 — Фридрих Бекке
- 1930 — Albert Charles Seward[англ.]
- 1931 — Arthur William Rogers[англ.]
- 1932 — Йохан Герман Ли Фогт
- 1933 — Марселлен Буль
- 1934 — Henry Alexander Miers[англ.]
- 1935 — John Smith Flett[англ.]
- 1936 — Gustaaf Adolf Frederik Molengraaff[англ.]
- 1937 — Вальдемар Линдгрен
- 1938 — Морис Люжон
- 1939 — Frank Dawson Adams[англ.]
- 1940 — Henry Woods[англ.]
- 1941 — Артур Льюис Дэй
- 1942 — Реджиналд Олдворт (Дейли) Дэли
- 1943 — Александр Евгеньевич Ферсман
- 1944 — Виктор Мориц Гольдшмидт
- 1945 — Owen Thomas Jones[англ.]
- 1946 — Эммануэль де Маржери
- 1947 — Джозеф Берр Тиррелл
- 1948 — Edward Battersby Bailey[англ.]
- 1949 — Роберт Брум
- 1950 — Норман Леви Боуэн
- 1951 — Olaf Holtedahl[англ.]
- 1952 — Herbert Harold Read[англ.]
- 1953 — Эрик Стеншё
- 1954 — Leonard Johnston Wills[англ.]
- 1955 — Arthur Elijah Trueman[англ.]
- 1956 — Артур Холмс
- 1957 —  Поль Фурмарье
- 1958 — Пентти Эскола
- 1959 — Pierre Pruvost[нем.]
- 1960 — Сесил Эдгар Тилли
- 1961 — Roman Kozłowski[англ.]
- 1962 — Leonard Hawkes[англ.]
- 1963 — Феликс Венинг-Мейнес
- 1964 — Гарольд Джеффриc
- 1965 — Дэвид Мередит Сирс Уотсон
- 1966 — Фрэнсис Паркер Шепард
- 1967 — Edward Crisp Bullard[англ.]
- 1968 — Raymond Cecil Moore[англ.]
- 1969 — Морис Юинг
- 1970 — Philip Henry Kuenen[англ.]
- 1971 — Ralph Alger Bagnold[англ.]
- 1972 — Hans Ramberg[англ.]
- 1973 — Alfred Sherwood Romer[англ.]
- 1974 — Francis J. Pettijohn[англ.]
- 1975 — Hollis Dow Hedberg[англ.]
- 1976 — Kingsley Charles Dunham[англ.]
- 1977 — Рейнаут Виллем ван Беммелен
- 1978 — Джон Тузо Вильсон
- 1979 — Hatton Schuyler Yoder[англ.]
- 1980 — Augusto Gansser-Biaggi[англ.]
- 1981 — Robert Minard Garrels[англ.]
- 1982 — Peter John Wyllie
- 1983 — Дэн МакКензи
- 1984 — Кеннет Сюй
- 1985 — Gerald Joseph Wasserburg[англ.]
- 1986 — John G. Ramsay[англ.]
- 1987 — Алегр, Клод
- 1988 — Тед Рингвуд
- 1989 — Drummond Matthews[англ.]
- 1990 — Уоллес Броекер
- 1991 — Xavier Le Pichon[англ.]
- 1992 — Martin Bott[англ.]
- 1993 — Samuel Epstein[англ.]
- 1994 — Уильям Джейсон Морган
- 1995 — George P. L. Walker[англ.]
- 1996 — Николас Шеклтон
- 1997 — Douglas James Shearman[нем.]
- 1998 — Карл Турекян
- 1999 — Джон Фредерик Дьюи
- 2000 — William Sefton Fyfe[англ.]

### XXI век
- 2001 — Harry Blackmore Whittington[англ.]
- 2002 — Rudolf Trümpy[англ.]
- 2003 — Ikuo Kushiro[нем.]
- 2004 — Geoffrey Eglinton[англ.]
- 2005 — Ted Irving[англ.]
- 2006 — Джеймс Лавлок
- 2007 — Эндрю Нолл
- 2008 — Norman Sleep[нем.]
- 2009 — Paul F. Hoffman[англ.]
- 2010 — Richard H. Sibson[нем.]
- 2011 — Стивен Спаркс
- 2012 — Christopher Hawkesworth[англ.]
- 2013 — Kurt Lambeck[англ.]
- 2014 — Maureen Raymo[англ.]
- 2015 — James A. Jackson[англ.]
- 2016 — Сьюзан Брэнтли
- 2017 — Ричард Элли
- 2018 — Терри Планк[2]
- 2019 — Эдвард Столпер
- 2020 — Барбара Романович
- 2021 — David D. Pollard[англ.]
- 2022 — Таня Этуотер
- 2023 - Kathryn Whaler[англ.]
- 2024 - Trond Helge Torsvik[англ.]